# Matt Berninger
Matthew Donald Berninger (/ˌbɜːrnɪŋɜːr/, Cincinnati, Ohio, 13 de febrer de 1971) és un cantant i compositor nord-americà, conegut per ser el líder de la banda The National. L'any 2014 va formar part del projecte EL VY amb Brent Knopf del grup Ramona Falls i Menomena, amb qui va llançar l'àlbum Return to the Moon l'any 2015.
Berninger és cèlebre sobretot per tenir un característic to de baríton.

## Vida personal
Berninger va estudiar disseny gràfic a la St. Xavier High School de Cincinnati on, l'any 1991, va conèixer el seu company de banda Scott Devendorf amb qui es va fer amic de seguida. La carrera musical amb The National va iniciar-la als 30 anys, després de concloure la seua vida professional com a publicista.
Durant la seva infantesa, el seu pare escoltava diferents cantants de country i soul, com ara Willie Nelson, Roberta Flack, Judy Collins o Waylon Jennings. Berninger no comptava amb una quantitat significativa de música fins que la seva germana Rachel va fer-li conèixer els àlbums The Queen Is Dead de The Smiths i The Unforgettable Fire d'U2, així com els dels grups The Violent Femmes i R.E.M.
Des de ben jove, Berninger ha tingut predilecció per lletres plenes de lirisme tractant preocupacions i neguits existencials. La sonoritat de les paraules més enllà del missatge i els conflictes que generen les pors i desitjos més íntims caracteritzen les seves composicions.
Berninger està casat amb Carin Besser i tenen una filla anomenada Isla. Besser ha treballat com a editora a The New Yorker i ha col·laborat en algunes de les composicions de The National.
Té un altre germà, Tom, qui va dirigir el documental sobre la banda Mistaken for Strangers.

## Discografia
A finals de 2019, Berninger va anunciar que estava treballant en un àlbum en solitari anomenat Serpentine Prison.